# 野口卓磨
野口 卓磨（のぐち たくま、1980年12月3日 - ）は、日本の俳優。千葉県出身。血液型A型。愛称は「たっくん」。
身体を駆使したパフォーマンスで数々の舞台で活動。野田地図作品に出演することが多く、第15回公演から第19回公演まで連続出演している。

## 来歴
- 1999年 - 大学で演劇評論家・渡辺保と出会い、俳優を志す。
- 2003年 - 劇団山の手事情社に入団し、国内外で活動。『トロイアの女』、『平成・近松・反魂香』、『道成寺』、『夏の夜の夢』などに出演。
- 2006年 - 『牡丹燈籠』（吉祥寺シアター）に主演後、同劇団を退団。その後も精力的に舞台を中心として出演する。
- 2010年 - NODA・MAP 第15回公演『ザ・キャラクター』（東京芸術劇場中ホール）に出演し、以降、2013年の第18回公演まで連続出演を果たしている。
- 2015年 - NODA・MAP 第19回公演『エッグ』東京、大阪、北九州、パリ公演に出演。

## 人物
近年では野田地図（NODA MAP）への出演を重ねる一方、鵜山仁、中津留章仁、赤堀雅秋などの演出作品にも出演。
古典や近代戯曲を扱ったストレートプレイから、ダンス、身体を駆使したパフォーマンスまで幅広い分野で表現活動を続けている。

## 出演

### 舞台
- 『トロイアの女』（2003年、シアタートラム、作 エウリピデス/演出 安田雅弘）
- 『平成・近松・反魂香』（2003年、SAIスタジオ、作 近松門左衛門/演出 安田雅弘）
- 『道成寺』（2004年、韓国スウォン演劇祭 他、作 郡虎彦 他む/演出 安田雅弘）
- 『jam ゴールドブレンド』（2004年、青山円形劇場、作演出 安田雅弘）
- 『夏の夜の夢』（2004年、青山円形劇場、作 W・シェイクスピア/演出 安田雅弘）
- 『銀河鉄道の夜』（2005年、東京芸術劇場小ホール、作 宮沢賢治/演出 安田雅弘）
- 『牡丹燈籠』主演（2006年、吉祥寺シアター、作 三遊亭円朝/演出 安田雅弘）
- 『血の婚礼』（2006年、ベニサン・ピット、作 フェデリコ・ガルシア・ロルカ/演出 アリ・エデルソン）
- 『バーム・イン・ギリヤド』（2008年、新宿シアター・モリエール、作 ランフォード・ウィルソン/演出 ロバート・アラン・アッカーマン）
- 『ロミオとハムレットの夢物語』（2009年、ギャラリー・ルデコ5階、作 W・シェイクスピア/演出 尾倉ケント）
- 『ルーベンスタイン・キス』（2010年、銀座みゆき館劇場、作 J・フィリップス/演出 鵜山仁）
- 『ザ・キャラクター』（2010年、東京芸術劇場中ホール、NODA・MAP 第15回公演 作・演出 野田秀樹）
- 『悪魔の絵本』（2010年、サンモールスタジオ、作 谷賢一/演出 石丸さち子）
- 『南へ』（2011年、東京芸術劇場中ホール、NODA・MAP 第16回公演 作・演出 野田秀樹）
- 『半神』（2011年、多摩美術大学 映像スタジオ、監修 野田秀樹/作 萩尾望都、野田秀樹/演出 佐藤悠玄）
- 『ベロニカは死ぬことにした』（2012年、俳優座劇場、原作 パウロ・コエーリョ/演出 西浦正記【フジクリエイティブコーポレーション】）
- 『エッフェル塔の花嫁花婿』（2012年、江戸東京博物館、作 ジャン・コクトー/演出 石丸さち子）
- 『ストン』（2012年、吉祥寺 キチム、演出・振付 下司尚実）
- 『水無月の云々』（2012年、新宿タイニイアリス、作・演出 中津留章仁）
- 『エッグ』（2012年、東京芸術劇場プレイハウス、作・演出 野田秀樹/音楽 椎名林檎） - ワカマツ役
- 『半神』再演（2013年、東京芸術劇場 シアターウエスト、監修 野田秀樹/作 萩尾望都、野田秀樹/演出 佐藤悠玄）
- 『岸田國士コレクション』（2013年、両国 black A、作 岸田國士/演出 倉本朋幸）
- 『MIWA』（2013年、東京芸術劇場プレイハウス、作・演出 野田秀樹） - アメリカヘーイ 役
- 『うん』（2014年、サラヴァ東京、作・演出 下司尚実）
- 『障子の国のティンカーベル』（2014年、東京芸術劇場　シアターイースト、作 野田秀樹/演出 マルチェロ・マーニ）
- 『殺風景』（2014年、シアターコクーン、作・演出 赤堀雅秋）
- 『すき とおり』（2014年、作・糸井幸之介、瀬戸山美咲、ハセガワアユムほか 演出 金崎敬）
- 『眠れない羊』（2014年、CBGKシブゲキ!!、札幌かでるホール、LAUSU×空想組曲、作演出 ほさかよう【空想組曲】）
- 『エッグ』再演（2015年作、演出 野田秀樹）
- 『フィガロの結婚』〜庭師は見た!〜新演出（2015年、全国10都市、指揮・総監督 井上道義、演出 野田秀樹）
- 『障子の国のティンカーベル』再演（2015年、東京芸術劇場 シアターウエスト）

### テレビ出演
テレビドラマ 
- 風のガーデン（2008年、フジテレビ）
- 人間昆虫記（2011年、wowow）- 朝霞刑事 役
- 松本清張没後20年特別企画・市長死す（2012年、フジテレビ）- 客引き 役
- リッチマン、プアウーマン（2012年、フジテレビ）- IT企業デザイナー 役

バラエティ
- 学べる!!ニュースショー!（2008年10月 - 2009年9月）- レポーターとして準レギュラー出演

### 映画
- すーちゃん まいちゃん さわ子さん（2013年公開）- カフェの客 役

## DVD
- 眠れない羊（2015年、LAUSU×空想組曲、トップコート）